# Släkt

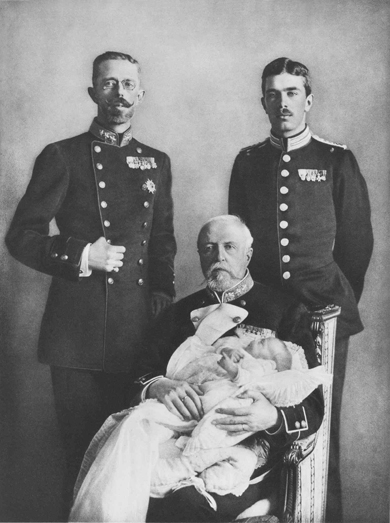
Fyra generationer Bernadotte. Från vänster kronprins Gustaf (sedermera Gustaf V), kung Oscar II, arvprins Gustaf Adolf (sedermera Gustaf VI Adolf) och arvprins Gustaf Adolf.

En släkt avser en eller flera familjer med gemensam förfader eller -moder. I sin snävaste definition betyder släkt en grupp vars genealogi och genetiska band (blodsband) är kända. Till släkten räknas ofta affinitiva relationer (ingifta) och adopterade. Släktskap, släktband och släktrelationer avser förhållande mellan personer som gör att de tillhör samma släkt. Att vara släkt med någon är synonymt med att vara besläktad eller befryndad med vederbörande. 
Släktskapstermer skiljer mellan svenska dialekter.

## Etymologier
Ordet släktskap är bildat till substantivet släkt (ålderdomligt slägt), som på fornnordiska hade feminint genus och i sin tur kommer av fornnordiskans släkte, som härrör från lågtyska slechte 'härkomst, släkt, familj'. Det har ytterst ett ursprung i det germanska verbet slahan, 'slå', och har då förmodligen bildats till det tillhörande substantivet motsvarande det svenska slag med betydelsen 'vara av ett visst slag', 'de som är av ett visst slag'. Ordet finns även i danskan och norskan. Isländskan använder i stället ordet ættingi, som är avlett till ätt på samma sätt som ättling, samt orden frændi och frænka, vilka dock inte räknas som könsneutrala. Svenskan har likaledes orden frände och fränka (av frändkona, där frände är släkting och kona kvinna) som ålderdomliga benämningar.
Kända släkter som uppstått under medeltiden kallas på svenska ibland ätter; med ätt avses emellertid vanligen kungliga och adliga släkter oavsett ålder. Medlemskap i en släkt förvärvas framför allt genom börd och – vid adliga släkter – oftast genom agnatisk härstamning, det vill säga på svärdssidan genom fädernet (men ibland också genom kognatisk härstamning) och medlemmar har ofta samma släktnamn. Sedan Riddarhusordningens status som lag avskaffades i Sverige, saknar ordet släkt juridisk definition, och kan i många fall beteckna ett kognatiskt släktskap det vill säga som innefattar både manliga och kvinnliga led. Släktskapet gäller både i sidled om samtida personer, och i upp- och nedgående led om dem som varit och som kommer.
I ordböckerna nämns även de sinsemellan besläktade orden skyldungur i isländskan och skylding i norskan, men dessa är numera sällsynt förekommande i båda språken. "Skyldskap" är dock en term som fortfarande används inom juridiskt språk, och betecknar "nära släktskap genom blodsband" (till skillnad från "släktskap genom giftermål"). "Släkt i rätt nedåtstigande skyldskap" betyder "barn, barnbarn, barnbarnsbarn, och så vidare". Exempelvis föreskrev regeringsformen fram till 1974 följande:
Ej må de, som äro i rätt upp- och nedstigande skyldskap, ej heller syskon eller äkta makar på en gång vara ledamöter av statsrådet.
(Denna inskränkning togs bort i 1974 års regeringsform.)

## Samhällsbetydelse
Släktskap har i olika kulturer juridisk betydelse för föräldraskap, arvsrätt, förbjudna led, släktskapsjäv, adelstitlar samt för tronföljd i arvmonarkier. 
Klaner, stammar och etniska folkgrupper är större sociala grupper, ofta bildade kring släkter med en gemensam stamfader eller -moder (en människa, gud eller totem, det vill säga ett mytologiskt djur) och har under historien ofta varit grund för nationsbildande. En dynasti är en härskarsläkt.

### Släktskapssystem inom socialantropologin
Det här avsnittet är helt eller delvis baserat på material från  engelskspråkiga Wikipedia, Kinship terminology, 22 juli 2013.
Inom kultur- och socialantropologin har språks släktskapsterminologi kategoriserats i ett antal släktskapssystem. I synnerhet innan 1970-talets poststrukturalism tolkades släktskapssystemen som uttryck för regelbundna samhällsstrukturer och mönster av nära sociala relationer i småskaliga samhällen, med psykologiska, sociologiska och juridiska dimensioner. Om språket exempelvis gör skillnad på parallellkusiner (barn till syskon av samma kön) och korskusiner (barn till syskon av olika kön) tolkades det som tecken på att korskusiner anses giftbara i den aktuella kulturen. Släktskapsterminologi tolkades också som tecken på om matrilinjär, patrilinjär eller kognatisk härstamning tillämpas i en kultur, det vill säga om ett barn ärver och tillhör sin mors, fars eller bådas linje (klan) i klansamhällen där klanens medlemmar kan representera varandra juridiskt. Exempelvis om språket likställer en mans söner och systersöner tolkades det som tecken på att avunkulatet (relationen mellan en morbror och systerson) präglas av att mannen är en auktoritet under systersonens uppväxt, och systersonen ärver sin morbror, vilket är vanligt vid matrilinjär härstamning.
Det strukturalistiska forskningsområdet släktskapssystem grundades av antropologen Lewis H. Morgan (1818–1881), som menade att släktskapstermerna bland de flesta icke-europeiska folk används i syftet att klassificera personer i sociala grupper snarare än att beskriva deras biologiska relationer. Morgan definierade sex klassifikatoriska släktskapssystem:
Hawaiianskt släktskapdet mest klassifikatoriska systemet, skiljer endast mellan kön och generation. Således kan syskon och kusiner inte särskiljas (samma termer används för båda typerna av släktingar).
Sudanesiskt släktskapdet mest beskrivande, två typer av släktingar har inte samma term. Syskon särskiljs från kusiner, och olika termer används för varje typ av kusin (farbrors barn, fasters barn, mosters barn och morbrors barn).
Eskimåsläktskaphar både klassifikatoriska och beskrivande termer. Förutom kön och generation, skiljer det också mellan släktingar i rätt nedstigande led (de som följer direkt enligt en släktlinje) och sidosläktingar (med blodsband, men inte en rak släktlinje). Linjära släktband har mycket beskrivande termer, släktband på parallella linjer har mycket klassifikatoriska termer. Således särskiljs syskon från kusiner, medan alla typer av kusiner grupperas tillsammans. Det engelska språkets släktskapstermer faller in i Eskimo-typen.
Irokesiskt släktskaphar både klassifikatoriska och beskrivande termer. Förutom kön och generation, skiljer det också mellan syskon av olika kön i föräldragenerationen. Syskon grupperas samman med giftbara parallellkusiner (barn till syskon av samma kön), medan särskilda termer används för korskusiner (barn till syskon av olika kön). En genealogisk relation genom ett par syskon av samma kön är klassat som blodsband, medan relation via syskon av motsatt kön kan betraktas som svågerskap (eng. in-law). Kusinäktenskap är i vissa samhällen tillåtna mellan korskusiner, men tabu mellan parallellkusiner. Dessutom kallar man sin moster "mor" och sin farbror "far". Däremot användare man separata termer om sin morbror och sin faster (ofta termerna för "svärfar" och "svärmor", eftersom korskusiner kan vara fördelaktiga som äktenskapspartner).
Kråkindianskt släktskap (crow-terminologi)som irokesiskt, men gör ytterligare skillnad mellan mors och fars sidor. Släktingar på moderns sida har mer beskrivande ord, och släktingar på faderns sida har mer klassifikatoriska termer. Således är kråkindianskt släktskapsystem som irokesiskt släktskapssystem, med tillägget att en fars matrilinjära släktingar grupperas tillsammans, utan generationsskillnader, så att samma term används för både sin faster och fasterdotter, etc. Kråkindianer förmodas ha levt i ett matrilinjärt samhällssystem. Efter äktenskapet flyttade mannen till svärmors hus. I matrilinjära samhällen är morbrodern därmed i regel en auktoritet med ett avgörande inflytande på systersonens uppfostran, och den senare ärver ofta morbroderns egendom och status. Eftersom morbrors barn i crow-terminologi likställs med hans egna barn har crow-terminologi tolkats som uttryck för matrilinjära släktlinjer. Detta i motsats till kulturer med patrilinjär härstamning, där avunkulatet präglas av att morbrodern står som överseende motpol till den stränge fadern.
Omaha-släktskapsom irokesiskt, men gör ytterligare skillnader mellan mors och fars sidor. Släktingar på moderns sida av familjen har fler klassifikatoriska termer, och släktingar på faderns sida har mer beskrivande termer. Således är Omaha-släktskap som irokesiskt, med tillägget att ett antal släktingar som tillhör en mors patrilinjära härstamning grupperas samman, utan hänsyn till generationsskillnader, så att samma term används för både en morbror som en morbrors son, etc.

## Släktforskning

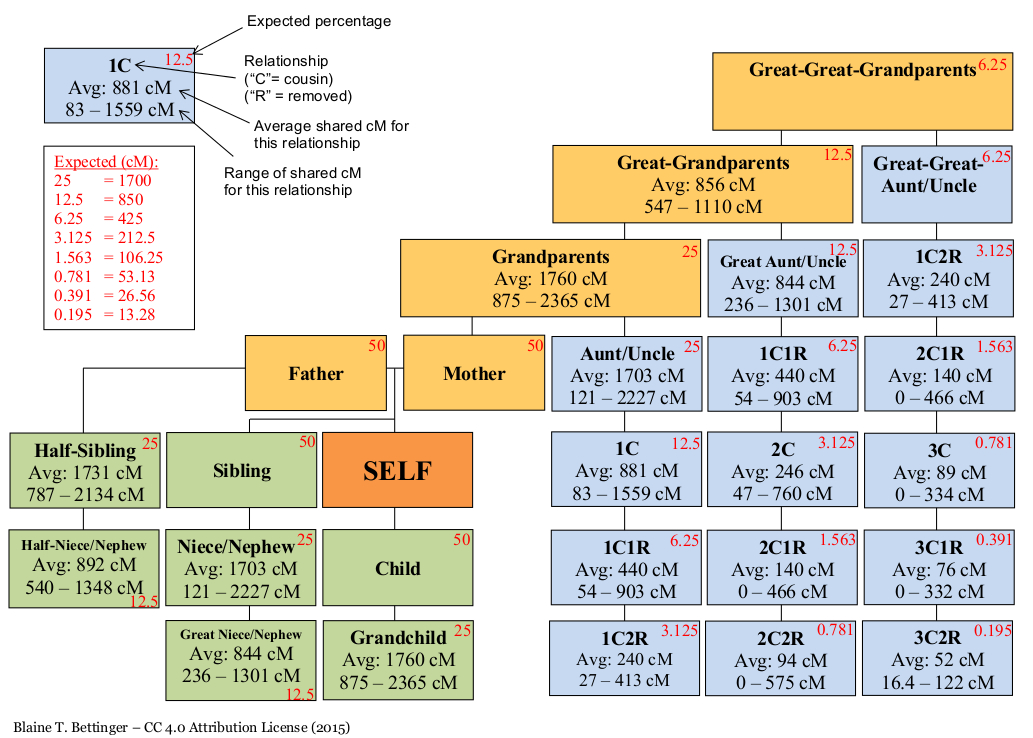
Med DNA-släktforskning kan man mäta mängd delat autosomalt DNA, mätt i centiMorgan (cM), vid olika släktskapsrelationer. 3C2R längst ned till höger betyder third cousin twice removed (direktöversatt fyrmänning två släktled bort), vilket på svenska i detta fall kallas fyrmännings barnbarn, och i andra fall kan betyda mor- eller farförälders fyrmänning.

En persons antavla eller anlista visar dennes anor (förfäder), medan en stamtavla visar personens ättlingar. Dessa släktskapsrelationer bildar ett släktträd som kan kartläggas med genealogiska metoder, i dagligt tal kallat släktforskning.

## Grad av släktskap
Den högra kolumnen i tabellerna nedan visar grad av släktskap (eng. degree of relatedness) inom biologin, det vill säga sannolikheten att en gen som den ena personen är bärare av, och som är ovanlig i befolkningen, också delas av den andra personen, och om personerna inte är biologiskt släkt flera vägar annat än på mycket långt avstånd. Denna koefficient introducerades 1922 av genetikern Sewall Wright. För varje släktleds avstånd mellan två personer halveras koefficienten. Exempelvis är avståndet mellan en person och dennes farmor två släktled, och då är graden av släktskap 1/4=25 procent, och mellan kusiner tre släktled, och då är graden av släktskap 1/8=12,5 procent. 
Om man DNA-testar två släktingar och jämför deras autosomala DNA så motsvarar koefficienten den teoretiskt förväntade procentuella andelen identiskt DNA (röda siffror i diagrammet ovan). I praktiken får andelen identiskt DNA vid ett visst närmaste släktförhållande emellertid ett något högre genomsnittligt värde i befolkningen, eftersom anförluster förekommer, det vill säga släktingar kan ha flera gemensamma anor längre tillbaka i tiden, särskilt om de har rötter sedan lång tid tillbaka i samma isolerade geografiska region. Mängden autosomalt DNA som två individer ärver från en gemensam ana är en starkt slumpmässig process som varierar mycket från fall till fall (uttryckt med svarta siffror i diagrammet ovan, som ett konfidensintervall i enheten centiMorgan, där 3400 centiMorgan motsvarar 50% släktskapsrelation, det vill säga helsyskon, förälder eller barn).

## Släktskapsterminologi i svenska språket
En släktskapsrelation är en relation mellan två eller flera personer som på något sätt är släkt med varandra. Termen "-männing" används ofta för att beskriva i vilket led två personer är släkt. Två fyrmänningar är alltså släkt i fjärde generation (barnbarns barnbarn till en eller två gemensamma anor). Tabellen nedan visar dialektala synonymer som förekommer i olika landsändar.
| Generation     | Benämning | Alternativ benämning | Gotländska | Norra Norrland, bl.a. i Tornedalen | Finlands- svenska | Blekinge, Skåne och Halland | Grad av släktskap |
| -------------- | --- | --- | --- | --- | --- | --- | ----------------- |
| 1:a generation | Enäggstvilling, annat syskon (bror om det är en man, syster om det är en kvinna), eller halvsyskon (om bara den ena föräldern är gemensam) | Enäggstvilling, annat syskon (bror om det är en man, syster om det är en kvinna), eller halvsyskon (om bara den ena föräldern är gemensam) | Enäggstvilling, annat syskon (bror om det är en man, syster om det är en kvinna), eller halvsyskon (om bara den ena föräldern är gemensam) | Enäggstvilling, annat syskon (bror om det är en man, syster om det är en kvinna), eller halvsyskon (om bara den ena föräldern är gemensam) | Enäggstvilling, annat syskon (bror om det är en man, syster om det är en kvinna), eller halvsyskon (om bara den ena föräldern är gemensam) | Enäggstvilling, annat syskon (bror om det är en man, syster om det är en kvinna), eller halvsyskon (om bara den ena föräldern är gemensam) | 1 1/2* 1/4        |
| 2:a generation | Kusin Halvkusin | Tvåmänning | | | | | 1/8* 1/16         |
| 3:e generation | Syssling | Tremänning | A‑kusin | Andrakusin | Småkusin | Nästkusin | 1/32*             |
| 4:e generation | Brylling | Fyrmänning | B‑kusin | Tredjekusin | Syssling | Syssling | 1/128*            |
| 5:e generation | Pyssling | Femmänning | C‑kusin | Fjärdekusin | Pyssling | | 1/512*            |
| 6:e generation | Trassling | Sexmänning | D‑kusin | Femtekusin | Brylling | | 1/2048*           |

### Syskon
Syskon kallas personer som har samma föräldrar. Om två personer endast har en gemensam förälder säger man halvsyskon (halvbror, halvsyster). Två personer som inte är släkt men som har varsin förälder som gifter sig med varandra blir styvsyskon (jämför styvfamilj). Ett manligt syskon kallas bror medan ett kvinnligt kallas syster.

### Kusin
Kusin, eller tvåmänning, är ett släktskap där två personer har varsin förälder som är syskon med varandra. En kusin till x är alltså en person som är barn till ett syskon till x:s far och/eller mor. Alltså mammas brors/systers barn eller pappas brors/systers barn. Helkusiner har föräldrar som är helsyskon, och helkusiner är därmed barnbarn till två gemensamma anor. Halvkusiners föräldrar är halvsyskon, och halvkusiner är således barnbarn till en gemensam ana. Dubbelkusiner är kusiner på båda sidor, både via sina mödrar och sina fäder, och den ena dubbelkusinens farfar, farmor, morfar och mormor är därmed anor även för den andra dubbelkusinen.

### Syssling
Sysslingar, nästkusiner eller tremänningar, är två personer vars föräldrar är kusiner. Andra ord för syssling är nästkusin, a-kusin, andrakusin och småkusin. Sysslingar är barnbarnsbarn till en gemensam ana. Sysslingars barn blir i sin tur bryllingar med varandra.

### Brylling
Bryllingar, eller fyrmänningar, är två personer vars föräldrar är sysslingar. Bryllingar är barnbarns barnbarn till en gemensam ana. Barn till bryllingar blir femmänningar.

### Femmänning
Femmänning är en släkting i femte led, det vill säga barn till bryllingar. Femmänningar är barnbarns barnbarns barn till en gemensam ana. Femmänningar kallas även pysslingar (vardagligt, ibland skämtsamt) eller bryllingbarn (mycket ålderdomligt).

### Sexmänning
Sexmänning är en släkting i sjätte led, det vill säga barn till femmänningar. Sexmänningar är barnbarns barnbarns barnbarn till en gemensam ana. En skämtsamt använd synonym som tillkommit sent i historien är trassling, vilket även kan avse komplicerade eller avlägsna släktrelationer generellt.

### Sjumänning
Sjumänning är en släkting i sjunde led.

### Alternativa betydelser
Pluralformerna tre-, fyr-, femmänningar användes 1702–1721 om soldater i ersättningsregementen.

### Övriga släktskapsrelationer
| Beteckning    | Alternativa beteckningar | Relation | Grad av släktskap |
| ------------- | ------------------------ | --- | ----------------- |
| Far           | Pappa, Fader             | Manlig förälder | 1/2               |
| Mor           | Mamma, Moder             | Kvinnlig förälder | 1/2               |
| Styvfar       | Styvpappa, Bonuspappa    | Om ett barns ena biologiska förälder gifter om sig med en ny man, blir denne barnets styvfar | ≈0                |
| Styvmor       | Styvmamma, Bonusmamma    | Om ett barns ena biologiska förälder gifter om sig med en ny kvinna, blir denna barnets styvmor | ≈0                |
| Adoptivfar    | Adoptivpappa             | En man som adopterar ett barn | ≈0                |
| Adoptivmor    | Adoptivmamma             | En kvinna som adopterar ett barn | ≈0                |
| Gudfar        | Fadder                   | Släkting eller nära vän till föräldrarna som ombetts och accepterat att vara gudfar. Gudföräldrarna ansvarar tillsammans med föräldrarna för att barnet får en kristen uppfostran. Detta löfte avges i samband med dopkandidatens dopgudstjänst. Manlig gudförälder. Annat namn för gudförälder är Fadder.   | ≈0                |
| Gudmor        | Fadder                   | Släkting eller nära vän till föräldrarna som ombetts och accepterat att vara gudmor. Gudföräldrarna ansvarar tillsammans med föräldrarna för att barnet får en kristen uppfostran. Detta löfte avges i samband med dopkandidatens dopgudstjänst. Kvinnlig gudförälder. Annat namn för gudförälder är Fadder. | ≈0                |
| Son           |                          | Manligt barn | 1/2               |
| Dotter        |                          | Kvinnligt barn | 1/2               |
| Styvson       | Bonusson                 | Om ett manligt barns ena biologiska förälder gifter om sig med en ny man/kvinna, blir förälderns biologiske son dennes styvson | ≈0                |
| Styvdotter    | Bonusdotter              | Om ett kvinnligt barns ena biologiska förälder gifter om sig med en ny man/kvinna, blir förälderns biologiska dotter dennes styvdotter | ≈0                |
| Adoptivson    |                          | Manligt barn som blivit adopterat | ≈0                |
| Adoptivdotter |                          | Kvinnligt barn som blivit adopterat | ≈0                |
| Fosterson     |                          | Manligt barn som inte adopterats, men bor hos en familj där ingen av föräldrarna är släkt med barnet i rakt nedstigande led | ≈0                |
| Fosterdotter  |                          | Kvinnligt barn som inte adopterats, men bor hos en familj där ingen av föräldrarna är släkt med barnet i rakt nedstigande led | ≈0                |
| Fosterfar     |                          | Fadersfigur eller manlig förebild i en familj där ett barn bor, men där barnet inte är släkt med familjen i rakt nedstigande led eller har adopterats. | ≈0                |
| Fostermor     |                          | Modersfigur eller kvinnlig förebild i en familj där ett barn bor, men där barnet inte är släkt med familjen i rakt nedstigande led eller har adopterats. | ≈0                |
| Fosterbror    |                          | Andra barn i en familj där ett specifikt barn bor, men där detta barn inte är släkt med familjen i rakt nedstigande led eller har adopterats. | ≈0                |
| Gudson        |                          | Släkting eller nära vän till föräldrarna som ombetts och accepterat att vara Gudförälder. Manligt gudbarn. | ≈0                |
| Guddotter     |                          | Släkting eller nära vän till föräldrarna som ombetts och accepterat att vara Gudförälder. Gudföräldrarna ansvarar tillsammans med föräldrarna för att barnet får en kristen uppfostran. Detta löfte avges vid barnets dop. Kvinnligt gudbarn.                                                                | ≈0                |
| Bror          | Broder                   | Man med samma föräldrar/förälder som en annan person | 1/2*              |
| Syster        |                          | Kvinna med samma föräldrar/förälder som en annan person | 1/2*              |
| Brorson       | Nevö                     | Brors son | 1/4*              |
| Brorsdotter   | Niece                    | Brors dotter | 1/4*              |
| Systerson     | Nevö                     | Systers son | 1/4*              |
| Systerdotter  | Niece                    | Systers dotter | 1/4*              |
| Make          | Man                      | Manlig person som någon har ingått äktenskap med | ≈0                |
| Maka          | Hustru, Fru              | Kvinnlig person som någon har ingått äktenskap med | ≈0                |
| Sambo         |                          | Person som någon är sammanboende med under äktenskapsliknande förhållanden. | ≈0                |
| Fästmö        |                          | Kvinna som någon har förlovat sig med. | ≈0                |
| Fästman       |                          | Man som någon har förlovat sig med. | ≈0                |
| Farfar        | Gammelfar                | En faders far | 1/4               |
| Farmor        | Gammelmor                | En faders mor | 1/4               |
| Morfar        | Gammelfar                | En mors far | 1/4               |
| Mormor        | Gammelmor                | En mors mor | 1/4               |
| Syskonbarn    |                          | Barn till ens syskon | 1/4*              |
| Farbror       | Onkel                    | Fars bror, eller ingift farbror om fars systers man (även om vuxna män generellt). | 1/4* ≈0           |
| Faster        | Tant                     | Fars syster, eller ingift faster om fars brors hustru. | 1/4* ≈0           |
| Morbror       | Onkel                    | Mors bror, eller ingift morbror om mors systers man. | 1/4* ≈0           |
| Moster        | Tant, Matertera          | Mors syster, eller ingift moster om mors brors hustru. | 1/4* ≈0           |
| Svåger        | (Förr måg)               | Syskons man eller makes/makas bror. Se även svågerpolitik. | ≈0                |
| Svägerska     |                          | Syskons hustru eller makes/makas syster. | ≈0                |
| Svärfar       | (Förr måg)               | Make/makas far | ≈0                |
| Svärmor       |                          | Make/makas mor | ≈0                |
| Svärson       | Måg                      | Avkomlings make | ≈0                |
| Svärdotter    | Sonhustru                | Avkomlings maka | ≈0                |
| Gammelfarfar  |                          | Fars eller mors farfar (dvs farfars far eller morfars far) | 1/8               |
| Gammelfarmor  |                          | Fars eller mors farmor | 1/8               |
| Gammelmorfar  |                          | Fars eller mors morfar | 1/8               |
| Gammelmormor  |                          | Fars eller mors mormor | 1/8               |
| Gammelfarbror |                          | Fars eller mors farbror | 1/8*              |
| Gammelfaster  |                          | Fars eller mors faster | 1/8*              |
| Gammelmorbror |                          | Fars eller mors morbror | 1/8*              |
| Gammelmoster  |                          | Fars eller mors moster | 1/8*              |
| Frände        |                          | Avlägsen manlig släkting |                   |
| Fränka        |                          | Avlägsen kvinnlig släkting |                   |

*) Graden av släktskap halveras om syskonen är halvsyskon, och dubbleras om de är enäggstvillingar.

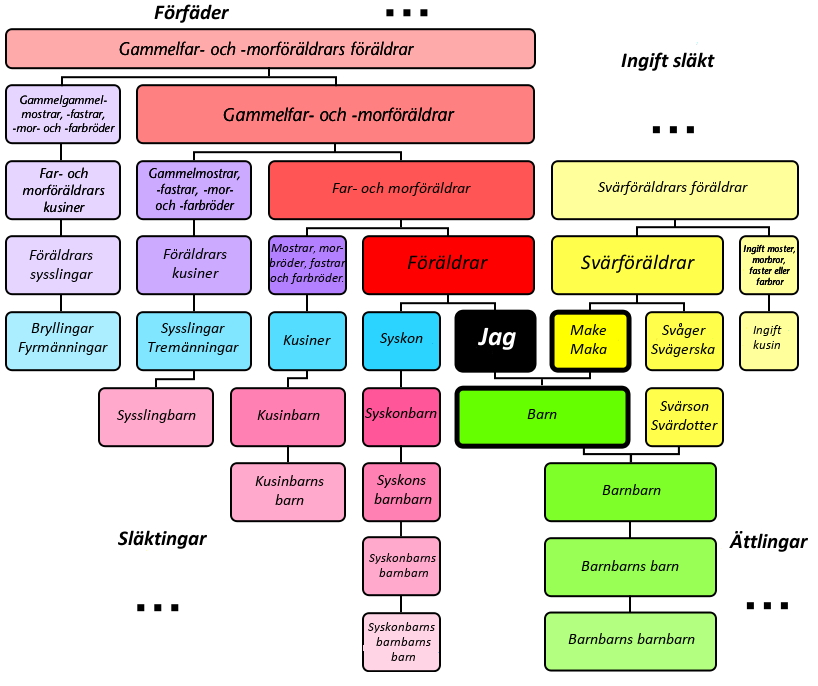
Relationerna mellan begrepp för släktskap i svenska språket.

### Ytterligare etymologi
Nevö (av franskans neveu, som i sin tur kommer från latinets nepos) är en sällan använd benämning för brorson eller systerson. Ordet kom in i svenskan i slutet av 1700-talet, då svenska språket var mycket influerat av franskan, men blev aldrig särskilt etablerat utanför den snäva adliga och borgerliga krets som föredrog detta ”finare” ord framför ”brorson” och ”systerson”, som funnits i svenskan sedan forntiden.
Niece (av franskans nièce, som i sin tur kommer från latinets neptia) är motsvarande sällan använda benämning för brorsdotter eller systerdotter. Även det ordet kom in i svenskan i slutet av 1700-talet, som ett "finare" alternativ till de likaledes äldre ”brorsdotter” och ”systerdotter”.